# ترفند، شعر و لوطی‌های محل
ترفند، شعر و لوطی‌های محل (انگلیسی: Ruses, Rhymes and Roughnecks) یک فیلم کمدی صامت کوتاه به کارگردانی هال روچ است که در سال ۱۹۱۵ منتشر شد. از بازیگران این فیلم می‌توان به هارولد لوید، اسناب پالرد و ببه دنیلز اشاره کرد.